# لیگ برتر فوتبال اسکاتلند
لیگ برتر فوتبال اسکاتلند (به انگلیسی: Scottish Premier League) معتبرترین لیگ فوتبال در کشور اسکاتلند است که از ۱۹۹۸ تا سال ۲۰۱۳ برگزار می‌شده‌است. باشگاه فوتبال سلتیک با ۹ عنوان قهرمانی پرافتخارترین باشگاه فوتبال نه تنها فقط در این لیگ منحل شده بلکه همیشه در اسکاتلند بوده و احتمالاً خواهد بود!
سلتیک با ۹ قهرمانی پرافتخارترین این سری مسابقات به حساب می‌آید.

## حامی مالی
در آغاز نخستین فصل (۱۹۹۸–۹۹) این پیکارها حامی مالی نداشت اما اواسط فصل از ماه مارس سال ۱۹۹۹ تا پایان فصل (۲۰۰۶–۰۷) بانک اسکاتلند اعانت برگزاری مسابقات را بر عهده گرفت. در پایان این فصل، کلایدسدل بانک با قراردادی به ارزش ۸ میلیون پوند حامی مالی این لیگ شد.

## تیم‌های قهرمان در کل ادوار
| باشگاه            | قهرمان | نایب قهرمان | سوم |
| ----------------- | ------ | ----------- | --- |
| رنجرز             | ۵۵     | ۳۴          | ۲۰  |
| سلتیک             | ۵۴     | ۳۲          | ۱۷  |
| هارت آف میدلوتیان | ۴      | ۱۴          | ۱۷  |
| آبردین            | ۴      | ۱۳          | ۸   |
| هیبرنین           | ۴      | ۶           | ۱۳  |
| دومبارتون         | ۲      | ۰           | ۰   |
| مادرول            | ۱      | ۶           | ۸   |
| کیلمارنوک         | ۱      | ۴           | ۴   |
| داندی             | ۱      | ۴           | ۱   |
| داندی یونایتد     | ۱      | ۰           | ۸   |
| تیرد لانارک       | ۱      | ۰           | ۲   |
| ایردریئونینز      | ۰      | ۴           | ۲   |
| فالکیرک           | ۰      | ۲           | ۱   |